# Elezioni regionali in Puglia del 1980
Le elezioni regionali in Puglia del 1980 si tennero l'8-9 giugno.

## Risultati elettorali
| Liste                                                  | Voti      | %     | Seggi |
| ------------------------------------------------------ | --------- | ----- | ----- |
| Democrazia Cristiana (DC)                              | 924.502   | 42,10 | 22    |
| Partito Comunista Italiano (PCI)                       | 540.058   | 24,59 | 13    |
| Partito Socialista Italiano (PSI)                      | 291.609   | 13,28 | 6     |
| Movimento Sociale Italiano - Destra Nazionale (MSI-DN) | 204.240   | 9,30  | 4     |
| Partito Socialista Democratico Italiano (PSDI)         | 114.570   | 5,22  | 2     |
| Partito Repubblicano Italiano (PRI)                    | 54.545    | 2,48  | 1     |
| Partito Liberale Italiano (PLI)                        | 35.590    | 1,62  | 1     |
| Partito di Unità Proletaria per il Comunismo (PdUP)    | 28.698    | 1,31  | 1     |
| Lista Radicale Pugliese                                | 1.868     | 0,09  | -     |
| Lega Comunista Rivoluzionaria (LCR)                    | 529       | 0,02  | -     |
| Totale                                                 | 2.196.209 |       | 50    |

| Riepilogo dei seggi | Riepilogo dei seggi | Riepilogo dei seggi | Riepilogo dei seggi | Riepilogo dei seggi | Riepilogo dei seggi | Riepilogo dei seggi |
| ------------------- | ------------------- | ------------------- | ------------------- | ------------------- | ------------------- | ------------------- |
|                     |                     |                     |                     |                     |                     |                     |
| PdUP                | 1                   | Nuovo               |                     | PCI                 | 13                  | ▼ 2                 |
| PSI                 | 6                   | ▲ 1                 |                     | PSDI                | 2                   | ━                   |
| PRI                 | 1                   | ━                   |                     | DC                  | 22                  | ▲ 1                 |
| PLI                 | 1                   | ━                   |                     | MSI-DN              | 4                   | ▼ 1                 |